# Agrolaguna
Agrolaguna d.d. je poduzeće za proizvodnju, preradu i promet poljoprivrednih proizvodima. Osnovano je 1963. od poljoprivrednih zadruga s područja Poreštine kao Poljoprivredni kombinat Poreč, a osnovna djelatnost bila mu je proizvodnja grožđa i vina, lješnjaka, ratarskih kultura (pšenica, krmne kulture), zatim ovčarstvo i proizvodnja sira, tov junadi te trgovina poljoprivrednim repromaterijalom i robom široke potrošnje.
Danas je Agrolaguna jedna od većih prehrambenih kompanija u Istri čije se poslovanje odvija u tri proizvodne cjeline vina, ulja i sira.

## Povijest
U sastav turističkog poduzeća Plava laguna organizacijska jedinica Trgovina prešla je 1963. a preostali dio Poljoprivrednoga kombinata 1971. kao zaseban Poljoprivredni pogon. Organizacijskom pretvorbom Plave lagune u složenu organizaciju, Poljoprivredni pogon postao je radna organizacija Agrolaguna s trima osnovnim organizacijama: Vinogradar, za poljoprivrednu proizvodnju, Mlinpeks, za proizvodnju pekarskih proizvoda, i Kooperacija, za otkup i prodaju poljoprivrednih proizvoda. S promjenom društveno-političkog sustava i primjenom Zakona o poduzećima, Agrolaguna je postala samostalnim društvenim poduzećem, a dioničkim društvom 1992. Najviše je uloženo u proizvodne kapacitete 1980-ih, kada je poduzeće bilo u funkciji proizvodnje za tada bujajući turizam. Od 2019. većinski udio u vlasništvu Agrolagune drži Fortenova grupa.

## Proizvodi
Agrolaguna je najveći proizvođač maslinova ulja u Hrvatskoj (160 t/god.), istaknuti proizvođač vina (oko 4,2 milijuna litara godišnje), ovčjega sira i skute (350 t godišnje). Instalirani kapaciteti su: nasadi vinograda (630 ha), maslina (230 ha), ratarske površine (422 ha), vinarski podrum (1000 vagona), uljara (20 t dnevno), pekara (2000 kg/sat), silos za žitarice (720 vagona), farma ovaca (750 grla), mljekara-sirana (1000 l/dan).

## Vanjske poveznice
- Službena stranica